# Tórtora terrestre ullblava
La tórtora terrestre ullblava (Columbina cyanopis) és una espècie d'ocell de la família dels colúmbids (Columbidae) que habita el Cerrado al Brasil, localment al sud Goiás i de Mato Grosso i a l'oest de São Paulo.